# Lützel
Lützel is een plaats in de Duitse gemeente Hilchenbach, deelstaat Noordrijn-Westfalen, en telt 568 inwoners (2007).